# Temporada 1981 de la NFL
La Temporada 1981 de la NFL fue la 62.ª en la historia de la NFL.La temporada comenzó el 6 de septiembre de 1981 y terminó con el Pro Bowl en 1984, que se celebró 31 de enero en Honolulu. La final del campeonato, el Super Bowl XVI, se disputó el 24 de enero de 1982 en Pontiac Silverdome, Pontiac, Míchigan y terminó con la victoria de los San Francisco 49ers sobre los Cincinnati Bengals por 26 a 21, fue el primer campeonato para la franquicia que ganaría 5 campeonatos en un lapso de 14 temporadas.

## Temporada regular
V = Victorias, D = Derrotas, E = Empates, CTE = Cociente de victorias [V+(E/2)]/(V+D+E), PF= Puntos a favor, PC = Puntos en contra
| Clasificado para los playoffs |

| Miami Dolphins(2)    | 11 | 4  | 1 | .719 | 345 | 275 |
| New York Jets(4)     | 10 | 5  | 1 | .656 | 355 | 287 |
| Buffalo Bills(5)     | 10 | 6  | 0 | .625 | 311 | 276 |
| Baltimore Colts      | 2  | 14 | 0 | .125 | 259 | 533 |
| New England Patriots | 2  | 14 | 0 | .125 | 322 | 370 |

| Cincinnati Bengals(1) | 12 | 4  | 0 | .750 | 421 | 304 |
| Pittsburgh Steelers   | 8  | 8  | 0 | .500 | 356 | 297 |
| Houston Oilers        | 7  | 9  | 0 | .438 | 281 | 355 |
| Cleveland Browns      | 5  | 11 | 0 | .313 | 276 | 375 |

| San Diego Chargers(3) | 10 | 6  | 0 | .625 | 478 | 390 |
| Denver Broncos        | 10 | 6  | 0 | .625 | 321 | 289 |
| Kansas City Chiefs    | 9  | 7  | 0 | .563 | 343 | 290 |
| Oakland Raiders       | 7  | 9  | 0 | .438 | 273 | 343 |
| Seattle Seahawks      | 6  | 10 | 0 | .375 | 322 | 388 |

| Dallas Cowboys(2)      | 12 | 4 | 0 | .750 | 367 | 277 |
| Philadelphia Eagles(4) | 10 | 6 | 0 | .625 | 368 | 221 |
| New York Giants(5)     | 9  | 7 | 0 | .563 | 295 | 257 |
| Washington Redskins    | 8  | 8 | 0 | .500 | 347 | 349 |
| St. Louis Cardinals    | 7  | 9 | 0 | .438 | 315 | 408 |

| Tampa Bay Buccaneers(3) | 9 | 7  | 0 | .563 | 315 | 268 |
| Detroit Lions           | 8 | 8  | 0 | .500 | 397 | 322 |
| Green Bay Packers       | 8 | 8  | 0 | .500 | 324 | 361 |
| Minnesota Vikings       | 7 | 9  | 0 | .438 | 325 | 369 |
| Chicago Bears           | 6 | 10 | 0 | .375 | 253 | 324 |

| San Francisco 49ers(1) | 13 | 3  | 0 | .813 | 357 | 250 |
| Atlanta Falcons        | 7  | 9  | 0 | .438 | 426 | 355 |
| Los Angeles Rams       | 6  | 10 | 0 | .375 | 303 | 351 |
| New Orleans Saints     | 4  | 12 | 0 | .250 | 207 | 378 |

### Desempates
- Baltimore finalizó por delante de New England en la AFC Este basado en enfrentamientos directos (2-0).
- San Diego finalizó por delante de Denver en la AFC Este basado en un mejor registro de división (6-2 contra 5-3 de los Broncos).
- Buffalo fue el quinto cabeza de serie de la AFC por delante de Denver basado en enfrentamientos directos (1-0).
- Detroit finalizó por delante de Green Bay en la NFC Central basado en un mejor registro contra oponentes comunes (5-5 contra 4-6 de los Packers).

## Postemporada
|  | Ronda Wild Card              | Ronda Wild Card              | Ronda Wild Card              |                      |                      | Ronda Divisional              | Ronda Divisional              | Ronda Divisional              |                      |                      | Finales de Conferencia         | Finales de Conferencia         | Finales de Conferencia         |  |  | Super Bowl                   | Super Bowl                   | Super Bowl                   |
|  |                              |                              |                              |                      |                      |                               |                               |                               |                      |                      |                                |                                |                                |  |  |                              |                              |                              |
|  |                              |                              |                              |                      |                      | 2 de Ene - Texas Stadium      |                               |                               |                      |                      |                                |                                |                                |  |  |                              |                              |                              |
|  |                              |                              |                              |                      |                      | 3                             | Tampa Bay                     | 0                             |                      |                      |                                |                                |                                |  |  |                              |                              |                              |
|  | 27 de Dic - Veterans Stadium | 27 de Dic - Veterans Stadium | 27 de Dic - Veterans Stadium |                      |                      | 2                             | Dallas                        | 38                            |                      |                      | 10 de Ene - Candlestick Park   | 10 de Ene - Candlestick Park   | 10 de Ene - Candlestick Park   |  |  |                              |                              |                              |
|  | 5                            | N.Y. Giants                  | 27                           | Ronda Divisional NFC | Ronda Divisional NFC | Ronda Divisional NFC          |                               |                               | 2                    | Dallas               | 27                             |                                |                                |  |  |                              |                              |                              |
|  | 4                            | Philadelphia                 | 21                           |                      |                      | 3 Ene - Candlestick Park      | 3 Ene - Candlestick Park      | 3 Ene - Candlestick Park      |                      |                      | 1                              | San Francisco                  | 28                             |  |  |                              |                              |                              |
|  | Ronda Wild Card NFC          | Ronda Wild Card NFC          | Ronda Wild Card NFC          | 5                    | N.Y. Giants          | 24                            |                               |                               | Campeonato de la NFC | Campeonato de la NFC | Campeonato de la NFC           |                                |                                |  |  |                              |                              |                              |
|  |                              |                              |                              |                      |                      | 1                             | San Francisco                 | 38                            |                      |                      |                                |                                |                                |  |  | 24 de Ene Pontiac Silverdome | 24 de Ene Pontiac Silverdome | 24 de Ene Pontiac Silverdome |
|  |                              |                              |                              |                      |                      |                               |                               |                               |                      |                      |                                |                                |                                |  |  | N1                           | San Francisco                | 26                           |
|  |                              |                              |                              |                      |                      | 2 de Ene - Miami Orange Bowl  | 2 de Ene - Miami Orange Bowl  | 2 de Ene - Miami Orange Bowl  |                      |                      |                                |                                |                                |  |  | A1                           | Cincinnati                   | 21                           |
|  |                              |                              |                              |                      |                      | 5                             | San Diego                     | 41*                           |                      |                      |                                |                                |                                |  |  | Super Bowl XVI               | Super Bowl XVI               | Super Bowl XVI               |
|  | 27 de Dic - Shea Stadium     | 27 de Dic - Shea Stadium     | 27 de Dic - Shea Stadium     |                      |                      | 2                             | Miami                         | 38                            |                      |                      | 10 de Ene - Riverfront Stadium | 10 de Ene - Riverfront Stadium | 10 de Ene - Riverfront Stadium |  |  |                              |                              |                              |
|  | 5                            | Buffalo                      | 31                           | Ronda Divisional AFC | Ronda Divisional AFC | Ronda Divisional AFC          |                               |                               | 3                    | San Diego            | 7                              |                                |                                |  |  |                              |                              |                              |
|  | 4                            | N.Y. Jets                    | 27                           |                      |                      | 3 de Ene – Riverfront Stadium | 3 de Ene – Riverfront Stadium | 3 de Ene – Riverfront Stadium |                      |                      | 1                              | Cincinnati                     | 27                             |  |  |                              |                              |                              |
|  | Ronda Wild Card AFC          | Ronda Wild Card AFC          | Ronda Wild Card AFC          | 5                    | Buffalo              | 21                            |                               |                               | Campeonato de la AFC | Campeonato de la AFC | Campeonato de la AFC           |                                |                                |  |  |                              |                              |                              |
|  |                              |                              |                              |                      |                      | 1                             | Cincinnati                    | 28                            |                      |                      |                                |                                |                                |  |  |                              |                              |                              |

La letra negrita indica el equipo ganador.&nbsp;
* Indica victoria en tiempo extra.

## Premios anuales
Al final de temporada se entregan diferentes premios reconociendo el valor del jugador durante la temporada entera.
| Premio                     | Ganador         | Posición      | Equipo              |
| -------------------------- | --------------- | ------------- | ------------------- |
| Jugador más valioso        | Ken Anderson    | Quarterback   | Cincinnati Bengals  |
| Jugador ofensivo del año   | Ken Anderson    | Quarterback   | Cincinnati Bengals  |
| Jugador defensivo del año  | Lawrence Taylor | Linebacker    | New York Giants     |
| Entrenador del año         | Bill Walsh      | Head Coach    | San Francisco 49ers |
| Novato ofensivo del año    | George Rogers   | Running back  | New Orleans Saints  |
| Novato defensivo del año   | Lawrence Taylor | Linebacker    | New York Giants     |
| Regreso del año            | Ken Anderson    | Quarterback   | Cincinnati Bengals  |
| Hombre del Año             | Lynn Swann      | Wide receiver | Pittsburgh Steelers |
| Jugador más valioso del SB | Joe Montana     | Quarterback   | San Francisco 49ers |